# Saga di Gautrekr
La Saga di Gautrekr (norreno: Gautreks saga) è una saga scandinava scritta verso la fine del XIII secolo, giuntaci solo attraverso manoscritti più tardi. Sembra che sia stata scritta come una raccolta di storie, spesso divertenti, su un leggendario Re Gautrekr di Västergötland, che servisse come una specie di preludio alla già esistente Hrólfs saga Gautrekssonar (Saga di Hrólfr figlio di Gautrekr).

## La saga
Così com'è, la saga sembra incompleta, poiché vi si trova la promessa che il racconto tornerà a parlare di Re Gautrekr di Götaland e dei suoi figli, "uguale a com'è raccontato in Svezia", e la promessa non viene mantenuta. Inoltre, a parte il riferimento alla Hrólfs saga Gautrekssonar, non è menzionato alcun suo figlio. Sembra infine che Gautrekr fosse noto in molte storie, secondo un passo verso la fine, per la generosità e il coraggio ma non per la sua profondità di pensiero. È dunque probabile che ci fossero altri aneddoti ancora più divertenti che l'autore progettava di includere.
La saga comincia con una spiegazione della stranezza di Gautrekr, spiegando che il padre di Gautrekr, Re Gauti di Västergötland, si perse durante una battuta di caccia e passò la notte nell'isolata abitazione di strani, e probabilmente matti, zoticoni delle foreste: un taccagno contadino di nome Skafnörtung "Pelledipietra", l'ugualmente taccagna moglie Tötra "Cenci", e i loro tre figli e tre figlie. Quella notte Gauti concepì Gautrekr con Snotra, la maggiore delle figlie del contadino e si suppone la più intelligente del gruppo. La storia è piena di humour nero, per esempio quando spiega come uno per uno i membri della famiglia di tontoloni si suicidarono per i motivi più banali finché sopravvissero solo Snotra e suo figlio. A quel punto Snotra porta Gautrekr alla corte di Gauti e il re anni dopo, in punto di morte, lo designa suo erede.
Poi, in uno stile assai differente, la storia prende a raccontare ascendenza, nascita e prime imprese di Starkaðr, forse il più strano e sinistro degli eroi scandinavi. Questo racconto era probabilmente parte di una saga perduta su Starkaðr e inclusa qui solo perché Re Víkarr, che vi compare come personaggio importante, è il padre dello Jarl Neri che gioca un ruolo importante nelle vicende successive, e anche perché Eiríkr re di Svezia che compare qui ha un ruolo importante nella Hrólfs saga Gautrekssonar. Un punto importante di questa sezione è l'episodio evocativo in cui il padre adottivo di Starkaðr, Hrósshars-Grani ("Grani Crine-di-Cavallo"), svegliò il figlio Starkaðr intorno alla mezzanotte, lo portò su un'isola dove undici uomini erano a consiglio, e sedendosi su una dodicesima sedia si rivelò come il dio Odino. Segue un lungo dialogo tra gli dei Thor e Odino in cui essi depositano alternandosi maledizioni e benedizioni su Starkaðr.
La saga narra poi il matrimonio di Gautrekr con Alfhild figlia di Re Harald del Wendland e la successiva morte di Alfhild per malattia anni dopo a causa della quale l'afflitto Gautrekr andò fuori di testa, ignorando completamente gli affari di Stato e passando tutto il tempo sul tumulo di Alfhild facendo volare il suo falcone.
L'ultima sezione è la trascrizione di una leggenda popolare che parla di come Ref, pigro figlio di un contadino, donò lo stupendo bue del padre al taccagno ma straordinariamente intelligente Jarl Neri e in cambio chiese solo i consigli di Neri. Jarl Neri normalmente non accettava alcun regalo, poiché era troppo spilorcio per farne uno a sua volta. Ma stavolta prese il bue e diede a Ref in cambio una pietra per affilare, dicendogli di usarla come dono a Re Gautrekr per riceverne uno più grande. Su consiglio di Neri, Ref visitò re dopo re, dando sempre una parte o tutto quello che aveva ricevuto nella visita precedente e ricevendo un dono più grande. Alla fine, grazie al consiglio e all'inganno di Neri, Ref ottenne la mano di Helga figlia di Gautrekr e una contea.

## Cronologia delle leggende
Snorri Sturluson introduce Gauti e Gautrekr nella sua Saga degli Ynglingar, in cui Gauti "da cui prese il nome Gautland (Götaland)" è menzionato come padre di Gautrekr il Generoso padre di Re Algaut padre di Gauthild che sposò Ingjald figlio di re Önund di Svezia. Questo collocherebbe Gautrek all'inizio del VII secolo, più o meno contemporaneo del padre di Önund, Yngvar, o forse del padre di Yngvar, Eystein, re nel periodo in cui, secondo Snorri, il re danese Hrólfr Kraki morì. Infatti Hrólfr Kraki è uno dei re che Ref visita nella saga. Un altro re visitato da Ref è Ælle d'Inghilterra; effettivamente il re (storicamente confermato) Aella di Deira potrebbe benissimo essere contemporaneo del leggendario re Hrólfr Kraki di Danimarca. Tuttavia nella sezione che concerne Starkaðr, i re di Svezia sono i fratelli Alrekr e Eiríkr che, secondo l'ordine dei re dato dalla Saga degli Ynglingar, porrebbero Gautrekr alcune generazioni prima.
Infine nella Bósa saga ok Herrauðs (Saga di Bósi e Herrauðr), il fratellastro di Gautrekr, Hringr, è contemporaneo di re Harald Hildetand.